# Alaska (film 1996)
Alaska è un film del 1996 diretto da Fraser Clarke Heston. Racconta le vicende di due ragazzini impegnati nella ricerca del padre disperso e la loro amicizia con un cucciolo di orso polare.

## Trama
Jake Barnes, un pilota d'aerei di Chicago, si è trasferito dopo la morte della moglie in uno sperduto villaggio dell'Alaska, dove trasporta merci con un piccolo aereo. Jake ha un figlio, Sean, buono, ma per nulla contento della nuova vita in Alaska, ed una figlia, Jessie, bella e coraggiosa ragazza; una sera, Jake ha un litigio col figlio, e poco dopo viene chiamato per trasportare un medicinale nella città di Douglas. L'aereo viene però sorpreso da una tormenta e Jessie, che si teneva in contatto col padre via radio, ne perde le tracce. Jake si è difatti schiantato su una scogliera e non riesce a chiamare i soccorsi. Dopo che le ricerche non hanno trovato l'aereo, i due ragazzi sono convinti che la polizia non abbia fatto abbastanza e partono alla ricerca del padre. Durante una sosta col kajak, Sean e Jessie si imbattono in un accampamento vuoto che si rivela appartenere a dei bracconieri, i quali hanno ucciso una femmina di orso polare e catturato il suo cucciolo. Liberato dai ragazzi, l'orsetto inizia a seguirli; accorgendosi di ciò, anche i bracconieri fanno lo stesso. Nel frattempo Charlie, un collega di Jake, si è accorto della scomparsa dei due fratelli e li cerca in elicottero, ma viene depistato da Perry, uno dei bracconieri, che lo manda in direzione opposta. Costantemente accompagnati dall'orsetto, che hanno battezzato Fiocco (Cubby in originale) e che non li sbrana, Jessie e Sean trovano una capanna abbandonata in cui riposano e da cui procedono con una canoa. Il giorno dopo finiscono però in una cascata e vengono salvati dal nonno di Chip (un indiano amico di Jessie), che si trovava a caccia col nipote. L'anziano è fermamente intenzionato a riportare a casa i fratelli, ma cambia idea quando vede che sono accompagnati dall'orsetto che, secondo le credenze della sua tribù, farà loro da guida. Sean e Jessie proseguono quindi seguendo Fiocco, che però viene narcotizzato e catturato dai bracconieri che ripartono in elicottero, lasciando a terra la ragazza e il fratello. Ma durante il volo il cucciolo si risveglia ed attacca i due bracconieri, che sono costretti ad atterrare e a farsi arrestare; l'orsetto ne approfitta per fuggire. Intanto, i ragazzi hanno trovato l'aereo del padre e Sean si cala con una corda, agganciando il genitore che è ferito ad una gamba. Jake non riesce tuttavia a risalire e i suoi figli non riescono a sollevarlo, ma vengono aiutati da Fiocco, che tira indietro la corda. Lanciato un razzo di segnalazione, il pilota e i figli vengono quindi trovati e soccorsi, tornando a casa, mentre Sean chiede scusa al padre. L'orsetto, trovando una nuova famiglia, si unisce ad un'orsa che ha un altro cucciolo e si allontana felice con loro.

## Produzione
Il film è stato girato in varie località della Columbia Britannica in Canada (Vancouver, Purcell Mountains, Blackcomb Glacier Provincial Park e Buganboo Provincial Park) e nel Denali National Park in Alaska.. Un reale cucciolo d'orso di nome Agee e un orso meccanico si sono alternati nella parte di Fiocco.